# Municipio de Union (condado de Lucas)
El municipio de Union (en inglés: Union Township) es un municipio ubicado en el condado de Lucas en el estado estadounidense de Iowa. En el año 2010 tenía una población de 310 habitantes y una densidad poblacional de 3,31 personas por km².

## Geografía
El municipio de Union se encuentra ubicado en las coordenadas 40°56′33″N 93°29′47″O / 40.94250, -93.49639. Según la Oficina del Censo de los Estados Unidos, el municipio tiene una superficie total de 93.73 km², de la cual 93,67 km² corresponden a tierra firme y (0,07 %) 0,06 km² es agua.

## Demografía
Según el censo de 2010, había 310 personas residiendo en el municipio de Union. La densidad de población era de 3,31 hab./km². De los 310 habitantes, el municipio de Union estaba compuesto por el 98,39 % blancos, el 0,32 % eran de otras razas y el 1,29 % eran de una mezcla de razas. Del total de la población el 1,29 % eran hispanos o latinos de cualquier raza.